# Mirko Allegrini
Mirko Allegrini (* 19. Oktober 1981 in Negrar) ist ein ehemaliger italienischer Radrennfahrer.
Mirko Allegrini gewann 2004 die beiden italienischen Eintagesrennen Gran Premio San Giuseppe und Gran Premio Inda. 2005 wurde er Profi bei dem Professional Continental Team Ceramica Panaria-Navigare. In seinem zweiten Jahr dort belegte er den vierten Platz bei der Tour du Finistère. 2007 und 2008 fuhr Allegrini für das Continental Team Kio Ene-Tonazzi-DMT. In seiner ersten Saison dort wurde er Sechster der Gesamtwertung bei der Tour de Normandie und Fünfter beim Clásica Memorial Txuma.

## Erfolge
2004
- Gran Premio San Giuseppe
- Gran Premio Inda

## Teams
- 2005 Ceramica Panaria-Navigare
- 2006 Ceramica Panaria-Navigare
- 2007 Kio Ene-Tonazzi-DMT
- 2008 Preti Mangimi (bis 01.07.)